# Adır
Adir (tur. Adır Adası) ili otok Lim (arm. Լիմ կղզի, najveći je otok u jezeru Van, smješten na sjeveroistočnoj strani jezera. Tijekom armenskog genocida više od 12 000 armenskih žena i djece prešlo je na otok u razdoblju od tri dana, dok je nekoliko desetaka muškaraca pokrivalo njihovo povlačenje iz pukovnije Hamidiye. Situacija je ubrzo postala kritična zbog nedostatka hrane.
Manastir Lim su stoljećima gradili Armenci na otoku. Armenski izvori pokazuju da je samostan osnovan već prije 884. godine, a predaja kaže da ga je utemeljio sam Sveti Grgur Prosvjetitelj u 4. stoljeću. Do 14. stoljeća postojale su crkve Surp Astvatsatsin, Surp Garabed i Surp Kevork. Godine 1766. sagrađeni su zvonik, kapela i župna kuća. Samostan je djelovao do 1918. godine i od tada propada. Veliki, složeni zastor s jednog od oltara čuva se u vrlo dobrom stanju u muzeju otoka San Lazzaro u Veneciji.

## Galerija
- Limski armenski samostan u 19. stoljeću
- Limski armenski samostan 2009. godine
- Limski armenski samostan 2009. godine
- Armenski tekst o samostanu 2009
- Ostaci hačkara u blizini crkve
- Unutrašnjost crkve 2021

## Vanjske poveznice
- San Lazzaro degli Armeni - stranica o armenskom samostanu u Veneciji prikazuje dio oltarskog veza u pozadini fotografije Komitasove posmrtne maske